# 도리타니 다카시
도리타니 다카시(일본어: 鳥谷 敬, 1981년 6월 26일 ~ )는 일본의 전 프로 야구 선수이며 야구해설가 이자 야구평론가이다.
그는 특히 일본 프로 야구의 유격수로서는 유일하게 2010시즌 100타점을 기록한 선수였고 2004년 9월 9일 야쿠르트 스왈로스와 홈 경기를 시작으로 2018년 5월 29일 소프트뱅크 호크스와의 경기를 끝으로 15년 동안 1539경기 연속 경기 출장 기록을 기록했다.

## 인물

### 프로 입단 전
도쿄도 히가시무라야마시에서 3형제의 장남으로 태어나 초등학교 재학 시절 소년 야구 클럽에 소속되어 있었고 야구 외에도 유도를 같이 하고 있었다. 원래는 왼손잡이였지만 오른손잡이로 교정되었기 때문에 초등학교 시절에는 우타자였지만 왼손에 젓가락을 쥐면서 도시락을 먹고 있는 모습을 본 감독으로부터 “왼쪽에서 치는 편이 낫다”라고 말한 것을 계기로 좌타자로 전향했다. 하무라 제1 중학교 시절에는 니시토쿄 지역의 명문인 미즈호 시니어 팀에 소속되기도 했다.
세이보가쿠엔 고등학교 시절인 3학년 여름에는 유격수 겸 투수로서 활약했고 제81회 전국 고등학교 야구 선수권 대회에 출전하는 등 첫 경기인 오이타 현립 히타린코 고등학교와의 경기에서는 구원 투수로서 등판해 최고 속도 143km/h를 계측했지만 팀은 패배했다.
고교 졸업 후 와세다 대학(인간과학부)에 진학하면서 유격수에만 전념하는 등 고토 다케토시와 함께 도쿄 지역 6개 대학 야구팀으로 구성된 도쿄 6대학 야구 연맹 역사상 가장 빠른 타이 기록이 되는 2학년 봄대회에서의 3관왕을 달성했고 4학년 봄에는 당시 리그 기록이 되는 19개의 사사구를 기록했다. 4학년 가을에는 통산 두 번째의 수위타자를 석권해 베스트 나인에도 다섯 차례나 선정되었다. 주로 3번 타자로 뛰면서 대학 동기인 아오키 노리치카, 히가 도시미쓰, 요시다 신타로 등과 함께 팀의 중심 선수로서 활약하는 등 리그전 4연패 달성에 기여했다. 대학 통산 96경기에 출전하면서 345타수 115안타, 타율 3할 3푼 3리, 11홈런, 71타점을 기록했고 졸업 논문의 테마는 ‘타격 동작에 있어서의 하지의 근전도 해석’(打撃動作における下肢の筋電図解析)이라는 제목으로 논문을 작성했다. 주루, 공격, 수비를 모두 갖춰진 대형 유격수로서 요미우리 자이언츠, 세이부 라이온스, 요코하마 베이스타스와의 경합을 한 끝에 2003년 프로 야구 드래프트의 자유 획득범위로 한신 타이거스에 입단했다.

### 프로 입단 후

#### 2004년
거물 신인으로서 스프링 캠프와 시범 경기에서 주목을 받는 등 후지모토 아쓰시와의 포지션 경쟁도 화제가 되었다. 7번·유격수로서 개막전 선발 멤버로 발탁돼 프로 데뷔 첫 안타를 때려냈지만 그 이후에는 뚜렷한 결과를 내지 못했고 개막 이후 5경기만에 선발 멤버에서 제외되었고 6경기째에서는 후지모토가 유격수 자리를 차지했다. 주로 대타나 3루수로서 출전 기회가 한정된 시즌 전반기에는 77타수 13안타, 타율 1할 6푼 9리라는 저조한 성적을 기록했다. 후지모토가 아테네 올림픽 일본 국가 대표팀 선수로 발탁되면서 팀을 잠시 떠난 8월과 후지모토가 부진에 빠진 9월 중순부터 시즌 종료까지는 다시 유격수로서의 선발 출전할 기회를 얻었고 시즌 후반에는 158타수 46안타, 타율 2할 9푼 1리를 기록하여 회복하는 모습을 보여주었다. 프로 1년차의 최종 성적은 타율 2할 5푼 1리, 3홈런, 17타점이었다.

#### 2005년
후지모토가 2루수로 변경되면서 개막 이후부터 유격수로서의 전 경기(146경기)에 모두 출전했고 2번 타자였던 후지모토와 세키모토 겐타로의 타격 부진에 의해 교류전 이후에는 2번 타자를 차지했다. 타율 2할 7푼 8리, 9홈런, 52타점의 성적을 남기면서 끝내기 홈런을 2개 발하는 등 팀의 리그 우승에 기여했다. 그리고 본인으로서는 처음으로 올스타전에 출전했고 일본 시리즈에도 출전했다. 4월 27일의 주니치 드래건스전에서는 팀메이트인 하시모토 겐타로가 프로 첫 승리를 거두었지만 위닝볼을 관중석에 던졌다. 같은 해 시즌 종료 후 고등학교의 1년 선배로 야구부 매니저였던 여성과 결혼을 했다.

#### 2006년
시즌 전반기에는 주로 7번·유격수로 활약했고, 시즌 후반기에는 6번·유격수로서 전 경기(146경기)에 모두 출전했다. 6월 1일의 도호쿠 라쿠텐 골든이글스전에서 아이쿄 히사시로부터 역전 2점 홈런을 때려냈고, 다음날 6월 2일의 후쿠오카 소프트뱅크 호크스전에서는 사이토 가즈미로부터 솔로 홈런과 결정적인 2루타, 6월 3일의 소프트뱅크전에서는 후지오카 요시아키로부터 끝내기 안타를 날리는 등 사흘 연속으로 단상에 올랐다. 팬 투표에 의한 선출로 2년 연속 올스타전에 출전했고 9월 전반까지 타율 3할대를 유지하였지만 시즌 종반에 성적이 떨어지는 등 시즌 최종 성적은 타율 2할 8푼 9리, 15홈런, 58타점을 남겼다. 9월에는 장남이 탄생했다.

#### 2007년
아카호시 노리히로를 대신하여 주로 1번 타자로서 출전했지만 타격 부진으로 인해 타율 2할 7푼 3리, 10홈런, 43타점을 남겨 타격 성적이 전년도보다 침체되었다. 7월 24일의 주니치전에서 유격수로서는 340경기 연속 출장이라는 프로 야구 기록을 수립하였고 9월 28일에는 398경기까지의 기록을 늘렸지만 그 며칠 전에 받은 사구의 영향으로 인해 다음 날인 9월 29일에 경기 도중 교체되었다. 같은 해 9월 도쿄 원정 기간 중 3명의 여성이 팀 숙소의 도리타니가 있는 방에 머물러 있었던 것이 발각되어 사진 주간지인 ‘FLASH’에 의해 폭로되는 등 도리타니 본인도 사실 관계를 인정하면서 구단으로부터 엄중 주의 처분을 받았다. 같은 해 시즌 종료 후 라식 수술을 받아 시력이 회복되었다.

#### 2008년
개막 이후부터 6번·유격수로서 출전했고 시즌 전반기에는 3할 대를 넘을 정도의 타율을 기록하면서 승부에서의 강한 모습을 보여주었다. 여름에는 아라이 다카히로가 전력에서 이탈했을 때에는 3번이나 5번 타자로 뛰었지만 컨디션이 떨어졌다. 타격 부진에 시달렸던 이마오카 마코토가 9월에 복귀한 이후에는 다시 6번 타자로 돌아와 타율 2할 8푼 1리, 13홈런, 개인 최다인 80타점을 기록했다. 10월 19일의 클라이맥스 시리즈인 주니치전에서는 1경기 2개 홈런을 기록했다. 수비에서는 센트럴 리그에서 가장 높은 수비 지표를 기록할 정도의 좋은 활약을 보였는데도 골든 글러브상을 받지 못하는 등 야구계의 안팎에서 많은 논란을 불러 일으키기도 했다. 같은 해 자신의 두 번째로 전 경기(144경기) 풀 이닝 출전 기록을 달성해 베스트 나인을 처음으로 수상했고 그 이전인 9월 13일에는 차남이 탄생했다.

#### 2009년
시즌 개막 이후부터 3번·유격수로서 출전했고 4월 종료 시점을 기준으로 90타수 30안타와 14타점을 남기면서 양호한 성적을 기록했지만 5월에는 타격 부진으로 인해 타순에서도 7번으로 떨어지게 되었고 주로 대타로서 출전을 하는 등 불안한 시즌을 보냈다. 시즌 후반기에는 점차 회복되면서 타순도 3번으로 되돌아와 타율 2할 8푼 8리, 자신의 첫 20홈런을 달성한 것과 75타점을 기록했고 안타, 득점, 타율, 장타율, OPS는 모두 팀내 1위의 성적이다. 수비면에서는 유격수로서 리그 1위의 수비율인 9할 9푼을 기록했다. 이것은 히라타 가쓰오가 1986년에 기록했고 9할 8푼 8리를 웃도는 구단 기록이었다. 11월 26일, 현역에서 은퇴한 아카호시 노리히로의 후임으로서 한신 타이거스의 선수 회장으로 취임했다.

#### 2010년
3번·유격수로서의 시즌 개막 이후부터 출전했고 5월에는 맷 머턴과 충돌을 일으키면서 허리뼈가 골절되는 등 성적이 떨어진 것에 의해 4경기 만에 선발 엔트리에서 제외되었다. 6월부터 7월까지 1번 타자를 맡아 3번으로 돌아온 8월부터는 단번에 컨디션을 끌어 올리면서 아카호시 노리히로가 가지고 있던 구단의 월간 안타 기록을 경신하는 43개의 안타를 때려내는 등 월간 타율 4할 2푼 2리를 기록하여 처음으로 월간 MVP를 수상했다. 10월 2일의 히로시마 도요 카프전에서 유격수로서는 프로 야구 사상 최초가 되는 시즌 100타점을 기록했고 10월 5일의 도쿄 야쿠르트 스왈로스전에서는 개인 통산 1,000안타를 달성했다. 시즌을 통해 타율 3할 1리, 19홈런, 104타점으로 개인 최고 성적을 남겼고 리그 1위인 득점권 타율 3할 6푼과 5할 대의 만루 타율을 기록했다. 또, 7월 20일의 히로시마전에서 구단 역사상 최초가 되는 ‘연장전에서의 역전 끝내기 홈런’을 기록했다.
그 해 베스트 나인을 2008년 이후 2년 만에 선정되었고 6월 4일에는 한신의 선수 회장으로서 총무성 긴키 종합 통신국으로부터 ‘지데지카 응원대’(地デジカ応援隊)의 타이거스대 대장으로 임명되었다. 그리고 7월 2일에는 장녀가 탄생했다.

#### 2011년
5월 15일의 주니치전에서는 1회초에 와다 가즈히로의 타구를 처리했을 때 오른손 집게손가락에 부상을 당하면서 1회말의 타석에 서지 못한 채 경기 도중 교체되었다. 그 다음주부터 시작된 센트럴·퍼시픽 교류전에서는 유격수의 자리를 우에모토 히로키에게 양보하여 5월 28일에 유격수로 복귀할 때까지 지명 타자나 대타로 출전했다. 그 이전인 5월 22일의 사이타마 세이부 라이온스전에서 개인 통산 1,000경기 출장 기록을 달성했다.
그 해에 새로 도입된 공인구(일명 통일구)의 영향도 있어 홈런과 타점은 전년도보다 절반 이하로 떨어졌지만 타율은 리그 4위(.300)를 기록해 2년 연속으로 3할 대의 타율을 기록했다. 또 3루타 7개, 볼넷 78개, 출루율 3할 9푼 5리는 모두 리그 1위를 차지해 본인으로서는 첫 타이틀인 최고 출루율을 차지했다. 앞에서 말한 것처럼 부상으로 수비를 할 수 없었던 시기도 있었지만 3년 연속으로 한 자릿수대의 실책을 기록했고 수비율도 유격수에서는 리그 2위(.991)를 기록, 자신이 기록한 구단 기록을 경신했다. 9월 3일에 국내 FA권을 취득했다.

## 플레이 스타일
- 타격은 2루타와 3루타가 많은 중거리 타자이며 찬스에 강한 클러치 히터이다. 선구안이 뛰어날 정도로 볼넷이 많아 타율에 대해서는 출루율이 가장 높다.
- 흘린 역방향의 타구가 성장하는 특징을 가지면서 2010년에 기록한 19개의 홈런 중 좌측 방향은 7개, 중간 방향은 3개인데 좌중간에서 반이상을 차지하고 있다. 한편 우측 방향으로의 끌어당기면서 친 홈런은 9개이며 좌타자로서의 드문 경향을 엿볼 수 있다.
- 도루 개수는 적어 성공률은 높지 않지만 2007년, 2008년, 2010년에는 리그 3위의 3루타를 기록하는 등 베이스러닝은 능숙하다.
- 수비에서의 화려한 플레이는 적은 편이기는 하지만 견실하면서도 강한 어깨를 가질 정도로 수비율은 높은 편이다. 2006년에는 490개의 보살을 기록하면서 센트럴 리그의 시즌 기록을 수립했고 2009년부터 취임한 구지 데루요시 수비 코치의 지도 하에 안정성을 더하면서 수비율도 향상시켰다.
- 부상에는 강하면서 2005년 시즌부터 연속 경기 출전 기록을 세우고 있으며 유격수로서의 연속 풀 이닝 출장 기록(398경기)을 유지하고 있다.

## 상세 정보

### 출신 학교
- 세이보가쿠엔 고등학교
- 와세다 대학

### 선수 경력
프로팀 경력
- 한신 타이거스(2004년 ~ 2019년)
- 지바 롯데 마린스(2020년 ~ 2021년)

국가 대표 경력
- 2013년 월드 베이스볼 클래식 일본 국가대표

### 지도자 및 기타 경력
- 마이니치 방송 야구해설가, 닛칸스포츠 야구평론가(2022년 ~ )

### 수상·타이틀 경력

#### 타이틀
- 최고 출루율: 1회(2011년)

#### 수상
- 베스트 나인: 6회(2008년, 2010년, 2011년, 2013년 ~ 2015년)
- 골든 글러브상: 4회(2011년, 2013년 ~ 2015년)
- 월간 MVP: 1회(2010년 8월)
- 스피드업상(2010년)
- 올스타전 신인상(2005년)

### 개인 기록

#### 첫 기록
- 첫 출장·첫 선발 출장: 2004년 4월 2일, 대 요미우리 자이언츠 1차전(도쿄 돔), 7번·유격수로서 선발 출장
- 첫 타석: 상동, 2회초에 우에하라 고지 앞에서 헛스윙 삼진
- 첫 안타: 상동, 8회초에 마에다 유키나가로부터 좌전 안타
- 첫 타점: 2004년 4월 28일, 대 요코하마 베이스타스 4차전(한신 고시엔 구장), 7회말에 데니 도모리로부터 중전 적시타
- 첫 홈런: 2004년 5월 27일, 대 요코하마 베이스타스 8차전(한신 고시엔 구장), 8회말에 아즈마 가즈마사로부터 우월 솔로 홈런
- 첫 도루: 2004년 7월 19일, 대 요코하마 베이스타스 13차전(요코하마 스타디움), 9회초에 2루 안착(투수: 야마다 히로시, 포수: 아이카와 료지)

#### 기록 달성 경력
- 통산 1000안타: 2010년 10월 5일, 대 도쿄 야쿠르트 스왈로스 24차전(메이지 진구 야구장), 3회초에 하시모토 요시타카로부터 중월 적시 2루타 ※역대 261번째
- 통산 1000경기 출장: 2011년 5월 22일, 대 사이타마 세이부 라이온스 1차전(한신 고시엔 구장), 6회말에 랜디 메신저의 대타로서 출장, 호아시 가즈유키로부터 좌전 안타 ※역대 442번째
- 통산 100홈런: 2012년 9월 15일, 대 요미우리 자이언츠 23차전(도쿄 돔), 4회초에 D. J. 홀튼으로부터 우월 솔로 홈런 ※역대 266번째
- 통산 1500안타: 2014년 5월 29일, 대 사이타마 세이부 라이온스 2차전(한신 고시엔 구장), 5회말에 기쿠치 유세이로부터 좌전 안타 ※역대 115번째
- 통산 1500경기 출장: 2014년 8월 9일, 대 히로시마 도요 카프 15차전(교세라 돔 오사카), 3번·유격수로서 선발 출장 ※역대 183번째

#### 기타
- 올스타전 출장: 6회(2005년 ~ 2006년, 2012년 ~ 2015년)
- 연속 경기 출장: 1322경기(역대 3위, 계속 경신중)
- 유격수 연속 풀 이닝 출장: 398경기(2005년 ~ 2007년) ※일본 기록
- 유격수 시즌 최다 타점: 104타점(2010년) ※일본 기록
- 유격수 시즌 최다 보살: 490개(2006년) ※센트럴 리그 기록
- 유격수 시즌 최고 수비율: .991(2011년) ※구단 기록
- 시즌 100볼넷(2013년) ※역대 21번째
- 시즌 최다 볼넷: 104개(2013년) ※구단 기록
- 월간 최다 안타: 43안타(2010년 8월) ※구단 기록
- 연속 경기 출루: 47차례(2013년 7월 ~ 9월) ※구단 기록 및 센트럴 리그 역대 3위 타이 기록
- 월간 득점: 30득점(2014년 4월) ※구단 기록

### 등번호
- 1(2004년 ~ 2019년)
- 00(2020년 ~ 2021년)

### 연도별 타격 성적
| 연 도      | 소 속      | 경 기 | 타 석 | 타 수 | 득 점 | 안 타 | 2 루 타 | 3 루 타 | 홈 런 | 루 타 | 타 점 | 도 루 | 도 루 자 | 희 생 번 | 희 생 플 | 볼 넷 | 고 4 | 사 구 | 삼 진 | 병 살 타 | 타 율 | 출 루 율 | 장 타 율 | O P S |
| ---------- | ---------- | ----- | ----- | ----- | ----- | ----- | ------- | ------- | ----- | ----- | ----- | ----- | -------- | -------- | -------- | ----- | ---- | ----- | ----- | -------- | ----- | -------- | -------- | ----- |
| 2004년     | 한신       | 101   | 261   | 235   | 28    | 59    | 13      | 0       | 3     | 81    | 17    | 2     | 2        | 2        | 0        | 21    | 1    | 3     | 66    | 6        | .251  | .320     | .345     | .665  |
| 2005년     | 한신       | 146   | 646   | 572   | 82    | 159   | 27      | 1       | 9     | 215   | 52    | 5     | 5        | 10       | 4        | 53    | 3    | 6     | 115   | 11       | .278  | .343     | .376     | .719  |
| 2006년     | 한신       | 146   | 609   | 543   | 65    | 157   | 28      | 2       | 15    | 234   | 58    | 5     | 3        | 4        | 0        | 60    | 1    | 2     | 111   | 10       | .289  | .362     | .431     | .793  |
| 2007년     | 한신       | 144   | 642   | 565   | 67    | 154   | 19      | 4       | 10    | 211   | 43    | 7     | 4        | 8        | 1        | 63    | 2    | 5     | 106   | 8        | .273  | .350     | .373     | .724  |
| 2008년     | 한신       | 144   | 605   | 523   | 66    | 147   | 17      | 6       | 13    | 215   | 80    | 4     | 7        | 5        | 5        | 68    | 2    | 4     | 85    | 10       | .281  | .365     | .411     | .776  |
| 2009년     | 한신       | 144   | 617   | 538   | 84    | 155   | 31      | 2       | 20    | 250   | 75    | 7     | 7        | 5        | 4        | 65    | 0    | 5     | 83    | 13       | .288  | .368     | .465     | .833  |
| 2010년     | 한신       | 144   | 651   | 575   | 98    | 173   | 31      | 6       | 19    | 273   | 104   | 13    | 3        | 2        | 5        | 66    | 1    | 3     | 93    | 14       | .301  | .373     | .475     | .848  |
| 2011년     | 한신       | 144   | 590   | 500   | 71    | 150   | 28      | 7       | 5     | 207   | 51    | 16    | 3        | 3        | 5        | 78    | 0    | 4     | 72    | 10       | .300  | .395     | .414     | .809  |
| 2012년     | 한신       | 144   | 624   | 515   | 62    | 135   | 22      | 6       | 8     | 193   | 59    | 15    | 4        | 5        | 8        | 94    | 2    | 2     | 91    | 12       | .262  | .373     | .375     | .748  |
| 2013년     | 한신       | 144   | 643   | 532   | 74    | 150   | 30      | 4       | 10    | 218   | 65    | 15    | 7        | 1        | 2        | 104   | 1    | 4     | 65    | 12       | .282  | .402     | .410     | .812  |
| 2014년     | 한신       | 144   | 644   | 550   | 96    | 172   | 28      | 2       | 8     | 228   | 73    | 10    | 6        | 1        | 4        | 87    | 3    | 2     | 80    | 14       | .313  | .406     | .415     | .821  |
| 2015년     | 한신       | 143   | 646   | 551   | 69    | 155   | 21      | 4       | 6     | 202   | 42    | 9     | 6        | 2        | 3        | 89    | 2    | 1     | 77    | 8        | .281  | .380     | .367     | .747  |
| 통산: 12년 | 통산: 12년 | 1688  | 7178  | 6199  | 862   | 1766  | 295     | 44      | 126   | 2527  | 719   | 108   | 57       | 48       | 41       | 848   | 18   | 41    | 1044  | 128      | .285  | .372     | .408     | .780  |

- 2015년 시즌 종료 기준
- 굵은 글씨는 시즌 최고 성적.

### 연도별 타격 성적 소속 리그내에서의 순위
| 연도 | 연령 | 소속 리그   | 타율 | 안타 | 2루타 | 3루타 | 홈런 | 타점 | 출루율 | 볼넷 | OPS |
| ---- | ---- | ----------- | ---- | ---- | ----- | ----- | ---- | ---- | ------ | ---- | --- |
| 2004 | 23   | 센트럴 리그 | -    | -    | -     | -     | -    | -    | -      | -    | -   |
| 2005 | 24   | 센트럴 리그 | -    | -    | 9위   | -     | -    | -    | -      | -    | -   |
| 2006 | 25   | 센트럴 리그 | -    | -    | 9위   | -     | -    | -    | -      | 9위  | -   |
| 2007 | 26   | 센트럴 리그 | -    | 10위 | -     | 3위   | -    | -    | -      | 8위  | -   |
| 2008 | 27   | 센트럴 리그 | -    | -    | -     | 3위   | -    | 7위  | -      | 4위  | -   |
| 2009 | 28   | 센트럴 리그 | -    | -    | 7위   | -     | -    | -    | 8위    | 6위  | 8위 |
| 2010 | 29   | 센트럴 리그 | -    | 6위  | 9위   | 3위   | -    | 4위  | -      | 4위  | -   |
| 2011 | 30   | 센트럴 리그 | 4위  | 7위  | 2위   | 1위   | -    | -    | 1위    | 1위  | 3위 |
| 2012 | 31   | 센트럴 리그 | -    | 9위  | -     | 2위   | -    | 10위 | 5위    | 1위  | 8위 |
| 2013 | 32   | 센트럴 리그 | 9위  | 5위  | 3위   | 2위   | -    | 9위  | 4위    | 1위  | 8위 |
| 2014 | 33   | 센트럴 리그 | 7위  | 7위  | -     | 10위  | -    | 9위  | 3위    | 2위  | -   |
| 2015 | 34   | 센트럴 리그 | 7위  | 4위  | -     | 4위   | -    | -    | 4위    | 2위  | -   |

- ‘-’는 10위 미만(타율, OPS는 규정 타석에 도달하지 않은 경우도 ‘-’와 표기)

### 연도별 수비 성적
| 연도 | 3루  | 3루  | 3루  | 3루  | 3루  | 3루    | 유격 | 유격 | 유격 | 유격 | 유격 | 유격   |
| 연도 | 경기 | 척살 | 보살 | 실책 | 병살 | 수비율 | 경기 | 척살 | 보살 | 실책 | 병살 | 수비율 |
| ---- | ---- | ---- | ---- | ---- | ---- | ------ | ---- | ---- | ---- | ---- | ---- | ------ |
| 2004 | 30   | 13   | 34   | 0    | 1    | 1.000  | 52   | 69   | 101  | 4    | 16   | .977   |
| 2005 | -    | -    | -    | -    | -    | -      | 146  | 201  | 477  | 10   | 86   | .985   |
| 2006 | -    | -    | -    | -    | -    | -      | 146  | 213  | 490  | 21   | 100  | .971   |
| 2007 | -    | -    | -    | -    | -    | -      | 144  | 196  | 446  | 11   | 81   | .983   |
| 2008 | -    | -    | -    | -    | -    | -      | 144  | 263  | 476  | 15   | 107  | .980   |
| 2009 | -    | -    | -    | -    | -    | -      | 144  | 204  | 467  | 7    | 80   | .990   |
| 2010 | -    | -    | -    | -    | -    | -      | 140  | 205  | 443  | 7    | 98   | .989   |
| 2011 | -    | -    | -    | -    | -    | -      | 136  | 192  | 389  | 5    | 66   | .991   |
| 2012 | -    | -    | -    | -    | -    | -      | 144  | 215  | 468  | 12   | 77   | .983   |
| 2013 | -    | -    | -    | -    | -    | -      | 144  | 213  | 476  | 4    | 98   | .994   |
| 2014 | -    | -    | -    | -    | -    | -      | 144  | 208  | 363  | 5    | 77   | .991   |
| 2015 | -    | -    | -    | -    | -    | -      | 143  | 207  | 380  | 14   | 63   | .977   |
| 통산 | 30   | 13   | 34   | 0    | 1    | 1.000  | 1627 | 2286 | 4976 | 115  | 849  | .979   |

- 2015년 시즌 종료 기준
- 굵은 글씨는 시즌 최고 성적.